# USA's historie (1991–2008)
USA's historie fra 1991 til 2008 begyndte efter Sovjetunionens opløsning i 1991, hvilket efterlod USA som verdens eneste tilbageværende supermagt. 
USA fortsatte i perioden med at involvere sig i militære aktioner uden for landets grænser, blandt andet Golfkrigen i 1991 og Kosovokrigen. Som følge af terrorangrebet d. 11. september 2021 og den efterfølgende krig mod terrorisme indledte USA også en intervention og krig i både Afghanistan og Irak. 
Efter hans valgsejr i 1992 stod præsident Bill Clinton for den længst varende økonomiske ekspansion i amerikansk historie, en sideeffekt af den digitale revolution og nye forretningsmuligheder skabt af Internettet (se Dot com).

Ved begyndelsen af det nye årtusind, blev USA angrebet af islamistiske terrorister, i terrorangrebet den 11. september 2001 på World Trade Center og Pentagon, ledet af Osama bin Laden. Et andet fly, Flight 93, styrtede ned i Pennsylvania tæt på en skov. Som modsvar begyndte regeringen under præsident George W. Bush, militære aktioner (med militær hjælp fra NATO og international politisk opbakning). Den første af disse var en invasion af Afghanistan, der betød enden på talibanernes styre i landet, der havde støttet og givet husly til bin Laden. Mere kontroversielt var det næste skridt, i hvad præsident Bush kaldte Krigen mod terrorisme, nemlig invasionen af Irak og afsættelsen og tilfangetagelsen af Saddam Hussein i 2003. Denne anden invasion viste sig at være upopulær i en stor del af verden, selv blandt USA's gamle allierede, som fx Frankrig, og medvirkede til opblusningen af en antiamerikansk stemning.
Præsidentvalget i 2000 var et af de tætteste i amerikansk historie og lagde grundlaget for den senere politiske polarisering.
I august 2005 oversvømmede orkanen Katrina store dele af New Orleans og lagde andre områder af golfkysten øde, inklusiv massive ødelæggelser på kysten langs floden Mississippi. Regeringens forberedelser og respons på orkanen og dens ødelæggelser blev skarpt kritiseret som værende ineffektiv og for langsom.